# Faktorei Ilsenburg

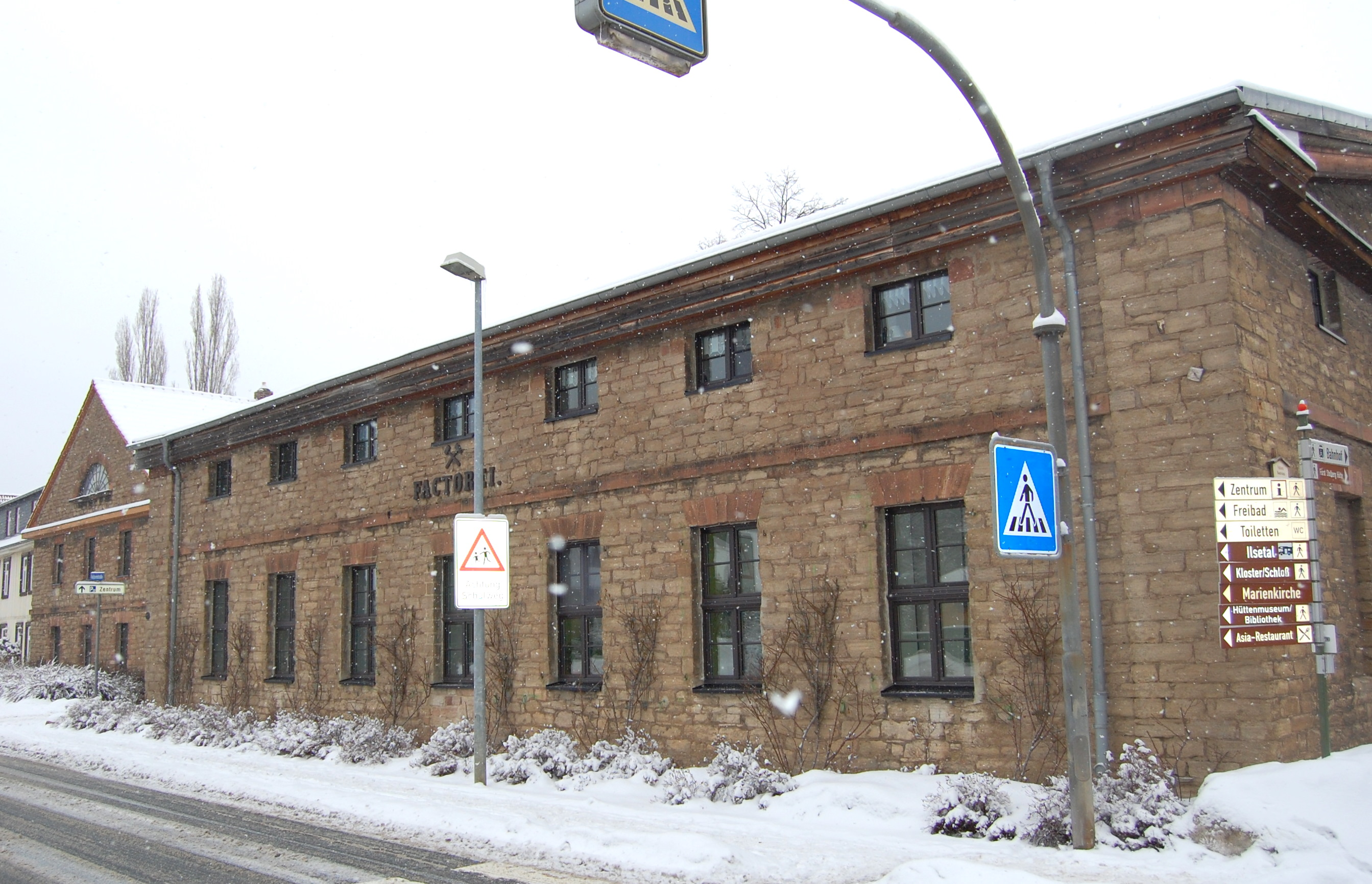
Faktorei Ilsenburg

Die Faktorei Ilsenburg ist ein unter Denkmalschutz stehender Gebäudekomplex in Ilsenburg im Harz in Sachsen-Anhalt.
Der Komplex entstand etwa um 1840 und diente als Sitz der oberen Verwaltung der fürstlichen Hüttenbetriebe. Heute werden die Häuser als Wohngebäude genutzt.
Die Faktorei besteht aus vier zweigeschossigen, im Stil des Klassizismus errichteten Gebäuden, die um einen Hof herum angeordnet sind. Bis auf das nördliche Haus sind die Fassaden unverputzt. Als Baumaterial diente Rogenstein.